# 요즈쿠촌
요즈쿠촌(일본어: 世附村)은 일본 가나가와현 아시가라카미군에 존재했던 촌이다. 현재의 야마키타정 서북부에 해당한다.

## 역사
- 1889년 4월 1일 - 정촌제 시행에 의해 아시가라카미군 요즈쿠촌이 성립하였다.
- 1909년 4월 1일 - 나카가와촌촌, 구로쿠라촌과 합병해, 야마키타정이 성립하여, 동일 요즈쿠촌은 폐지되었다.

## 참고 문헌
- 角川日本地名大辞典編纂委員会,『角川日本地名大辞典 神奈川県』1984, 角川書店